# Ahu Daryaei
La estudiante de Ciencia e Investigación — posiblemente de nombre Ahu Daryaei (Persa: آهو دریایی, romanizado: Āhū Daryāyī, pronunciado [ɒːˈhuː dæɾjɒːˈjiː])—es una estudiante iraní de 30 años de edad, doctoral en literatura Francesa en la Universidad Islámica Azad, en Teherán. Según se informa, tras haber sido encarada y hostigada por las fuerzas paramilitares Basij sobre las leyes que imponen el uso del hijab, despojándose de su vestimenta supuestamente desgarrada durante el encuentro, ella respondió en protesta quitándose sus prendas y quedándose en ropa interior en el patio de la universidad el 2 de noviembre de 2024. Este gesto desafiante la hizo un símbolo de la resistencia.
Como consecuencia a su protesta, La estudiante de Ciencia e Investigación ha sido detenida por el Estado iraní, llevándola a una desaparición forzosa de la visita del público. Su paradero y su estado siguen desconocidos, y algunos informes indican que tal vez haya sido puesta en un centro psiquiátrico. convirtiéndose su tratamiento en un asunto internacional.
Su audaz acción el 2 de noviembre de 2024, la ha hecho un símbolo de la resistencia contra el estricto código de vestimenta impuesto por las leyes iraníes y la imposición del hijab obligatorio, especialmente dos años después de la muerte de Mahsa Amini. Su protesta y su posterior detención han captado la atención internacional, con organizaciones pro derechos humanos clamando por su liberación. A día de hoy, aún sigue detenida.

## Contexto
Dado que las protestas se extendieron por toda la nación en septiembre de 2022, provocadas por la muerte de Mahsa Amini, una creciente cantidad de mujeres iraníes se están resistiendo activamente contra las leyes nacionales que imponen el hijab. Este movimiento ha visto a mujeres despojándose públicamente de sus hijabs, compartiendo imágenes y vídeos en las redes sociales, y participando en manifestaciones abogando por las libertades personales y los derechos de las mujeres. A pesar de enfrentarse a importantes riesgos, incluyendo detenciones y hostigamientos, estas protestas desafiando las leyes han continuado, destacando un reto persistente a las estrictas reglas iraníes sobre el código de vestimenta.

## 2 de noviembre de 2024
El 2 de noviembre de 2024, la estudiante de Ciencia e Investigación llegó a ser el centro de un importante incidente de protesta en la Universidad Islámica Azad, en Teherán. Según los testigos, fue confrontada por las fuerzas de seguridad de la universidad y miembros de la organización paramilitar Basij por no ponerse el velo según el estricto código de vestimenta.
Durante el altercado, miembros de Basij, grupo paramilitar asociado a la Guardia Revolucionaria Islámica, según declaraciones, intentaron poner a la estudiante bajo custodia, con el pretexto de violar los requisitos del hijab y del antifaz, desgarrando su sudadera en un intento de imponer el preceptivo hijab. la política científica Mahnaz Shirali señaló que el altercado fue a más cuando se despojó de más prendas, quedándose en ropa interior, y se sentó en el patio del campus en un acto de desafío.
Entonces anduvo por la calle en sujetador y braga, como subsiguiente protesta contra las leyes que imponen el hijab, en un acto de desafío público. La protesta fue captada en vídeo por espectadores, y el metraje circuló rápidamente en las redes sociales, generando la atención tanto en Irán como a nivel internacional.

## Consecuencias
La estudiante de Ciencia e Investigación fue seguidamente arrestada por policías de paisano y detenida. Su paradero y su condición resultan desconocidos, con informes que indican que tal vez haya sido puesta en tratamiento psiquiátrico. En Irán, las autoridades tienen un historial documentado de mujeres etiquetadas por desafiar las leyes que disponen el preceptivo uso del hijab como enfermedad mental, usando esto como una táctica para suprimir a disidentes. Amnistía Internacional y otras organizaciones de derechos humanos han clamado por su inmediata e incondicional liberación, recalcando la necesidad de una investigación independiente en el marco del presunto abuso durante su detención. La Sociedad Nacional Secular ha instado al gobierno británico a presionar a las autoridades iraníes para la liberación de una mujer detenida tras protestar contra las leyes iraníes que imponen el hijab.
El correo del canal de Telegram de Amir Kabir la identificó como Ahoo Daryayi, una estudiante de 30años de edad que cursa el séptimo semestre  de lengua francesa, en la rama de Ciencia e Investigación de la Universidad de Azad.
La estudiante se enfrenta a severas consecuencias legales a causa de su protesta, incluyendo posibles cargos que pudieran acarrear la pena de muerte por " ofensas a la moral," según la especialista en Ciencias Políticas Mahnaz Shirali. La socióloga Azadeh Kian añadió que si los problemas psiquiátricos quedan descartados, podría enfrentarse a palizas, encarcelamiento, y posiblemente una prolongada condena bajo acusaciones de "libertinaje" o "prostitución." Esta campaña contra tal disidencia tiene profundas raíces en el código de conducta de la República Islámica, incluso siguiendo la elección del Presidente Masoud Pezeshkian en Julio.